# Krugłoje Pole (osiedle)
Krugłoje Pole (ros. Круглое Поле) – osiedle w Rosji, w Tatarstanie, w rejonie tukajewskim. W 2010 liczyło 3098 mieszkańców.